# Estabia
Estabia (en latín, Stabiae; griego, Στάβιαι) fue una ciudad de Campania al pie de los montes Lattari, a unos seis kilómetros al sur de Pompeya y a uno o dos kilómetros del mar. Corresponde a la actual Castellammare di Stabia, situada en el golfo de Nápoles, en Italia.

## Historia
Aparece mencionada por primera vez en el año 90 a. C., en la guerra Social, cuando fue ocupada por el general samnita Cayo Papio Mútilo, pero fue reconquistada por Sila al año siguiente y destruida. No se reconstruyó y solamente la menciona Plinio el Viejo. En el año 62 d. C. sufrió un terremoto de cierta importancia que afectó también a Pompeya. Los aristócratas romanos se construyeron villas en los alrededores, entre ellos Pomponiano, un amigo de Plinio el Viejo. Precisamente este se refugió en la villa de su amigo durante la erupción del Vesubio del año 79 d. C., y murió allí sofocado por los gases. La ciudad fue destruida por la erupción, pero tuvo menos daños que Pompeya y Herculano, de manera que volvió a ser habitada, aunque no llegó a adquirir mucha importancia.
|                |
| Villa Arianna. |

|                              |
| Entrada de la villa Arianna. |

|                                 |
| Atrio de la villa de San Marco. |

|                                |
| Impluvium de la villa Arianna. |

|           |
| Escalera. |

|          |
| Mosaico. |

|                  |
| Villa San Marco. |

|                  |
| Villa San Marco. |

|                  |
| Villa San Marco. |

|                                  |
| Erupción del Vesubio del año 79. |